# ديكر والتر
ديكر والتر (الاسم العلمي: Philantomba walteri) نوع من الدياكر وجد في توغو، بنين ونيجيريا.